# نيكولا فرانتز
نيكولا فرانتز (بالفرنسية: Nicolas Frantz)‏ مواليد 04 نوفمبر 1899 في لوكسمبورغ - الوفاة 08 نوفمبر 1985، كان دراج في صنف سباق الدراجات على الطريق.

## سجل النتائج

### سباقات أو مراحل فاز بها
- طواف فرنسا

## الميداليات
| الميدالية | المسابقة                                                      |
| --------- | ------------------------------------------------------------- |
| فضية      | سباق الطريق المداري في بطولة العالم لسباق الدراجات على الطريق |
| برونزية   | سباق الطريق المداري في بطولة العالم لسباق الدراجات على الطريق |

## روابط خارجية
- نيكولا فرانتز على موقع أرشيف الدراجات (الإنجليزية)
- نيكولا فرانتز على موقع إحصائيات الدراجات الإحترافية (الإنجليزية)
- نيكولا فرانتز على موقع CycleBase (الإنجليزية)